# Juan Benítez Galeano
Juan Benítez Galeano (Itacurubí de la Cordillera, Paraguay, 23 de junio de 1953 , Mariano Roque Alonso, Paraguay , 24 de diciembre de 2020) fue un futbolista paraguayo. Jugó de delantero en numerosos clubes de Paraguay, además de militar en varios clubes del extranjero, como por ejemplo en Deportes Antofagasta de Chile.

## Clubes
| Club                 | País     | Año       |
| -------------------- | -------- | --------- |
| Fernando de la Mora  | Paraguay | 1972-1973 |
| Sol de América       | Paraguay | 1974-1975 |
| Atlético Tembetary   | Paraguay | 1976-1977 |
| Elche CF             | España   | 1977      |
| Guaraní              | Paraguay | 1978-1980 |
| Atlético Colegiales  | Paraguay | 1981      |
| Guaraní              | Paraguay | 1982      |
| San Lorenzo          | Paraguay | 1983      |
| Deportes Antofagasta | Chile    | 1984      |
| San Lorenzo          | Paraguay | 1985      |
| Guaraní              | Paraguay | 1985      |
| Presidente Hayes     | Paraguay | 1986      |
| General Caballero    | Paraguay | 1987      |
| Esmeraldas Petrolero | Ecuador  | 1987      |
| Rubio Ñu             | Paraguay | 1988      |
| Deportivo Recoleta   | Paraguay | 1989      |
| Oriental             | Paraguay | 1990      |
| General Caballero    | Paraguay | 1991      |
| Deportivo Humaitá    | Paraguay | 1992      |
| Silvio Pettirossi    | Paraguay | 1993      |